# Clavelina miniata
Clavelina miniata är en sjöpungsart som beskrevs av Watanabe och Takasi Tokioka 1973. Clavelina miniata ingår i släktet Clavelina och familjen klungsjöpungar. Inga underarter finns listade i Catalogue of Life.